# Farnham Knights
Farnham Knights (español: Caballeros de Farnham) es un equipo de fútbol americano de Aldershot, Hampshire (Reino Unido). 
Su nombre comercial actual es Farnham Fast Lane Knights debido a que su principal patrocinador es Fast Lane. Anteriormente tuvo los nombres comerciales de Personal Assurance Knights y MH Football Shop Knights. 
Compite en la División Premiership de la BAFACL (Ligas Comunitarias de la BAFA), la liga más importante de este deporte en el Reino Unido.

## Historia

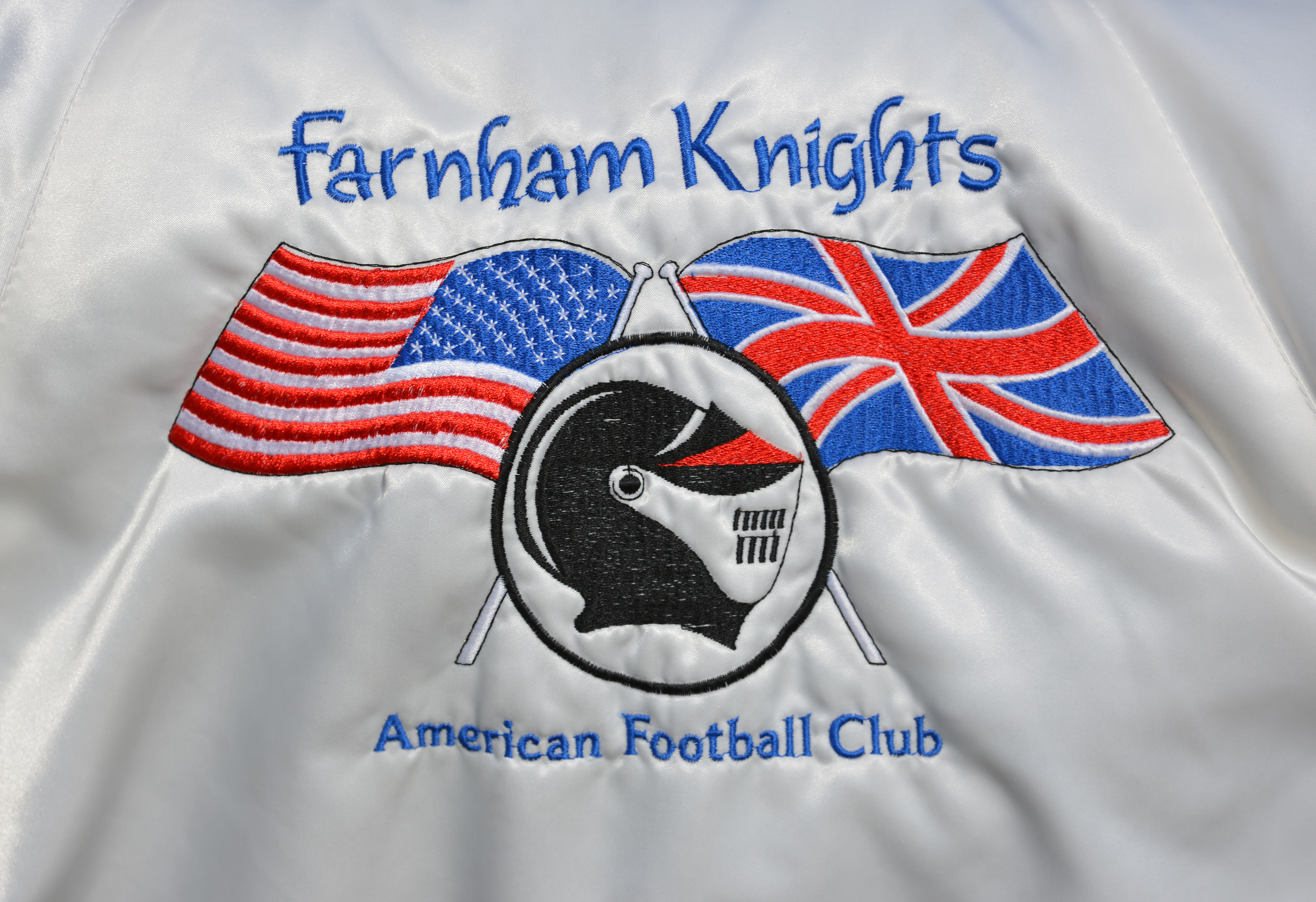
Campera estampada de los animadores del Farnham Knights (2015)

El equipo fue fundado en 1984. En 1994 se fusionaron con los Hampshire Cavaliers y cambiaron de nombre a Southern Seminoles, pero volvieron a su nombre original, y actual, en 1997.
2004 ha sido, hasta el momento, su mejor temporada, ganando el BritBowl a los London Olympians por 28-14 y disputando la final de la Copa de la EFAF, que perdieron ante los poderosos Tirol Raiders por 45-0.